# Кадирово (Кугарчинський район)
Кади́рово (рос. Кадырово, башк. Ҡаҙир) — присілок у складі Кугарчинського району Башкортостану, Росія. Входить до складу Волостновської сільської ради.
Населення — 127 осіб (2010; 140 в 2002).
Національний склад:
- башкири — 100%